# Diedrich Goswin von Bockum-Dolffs

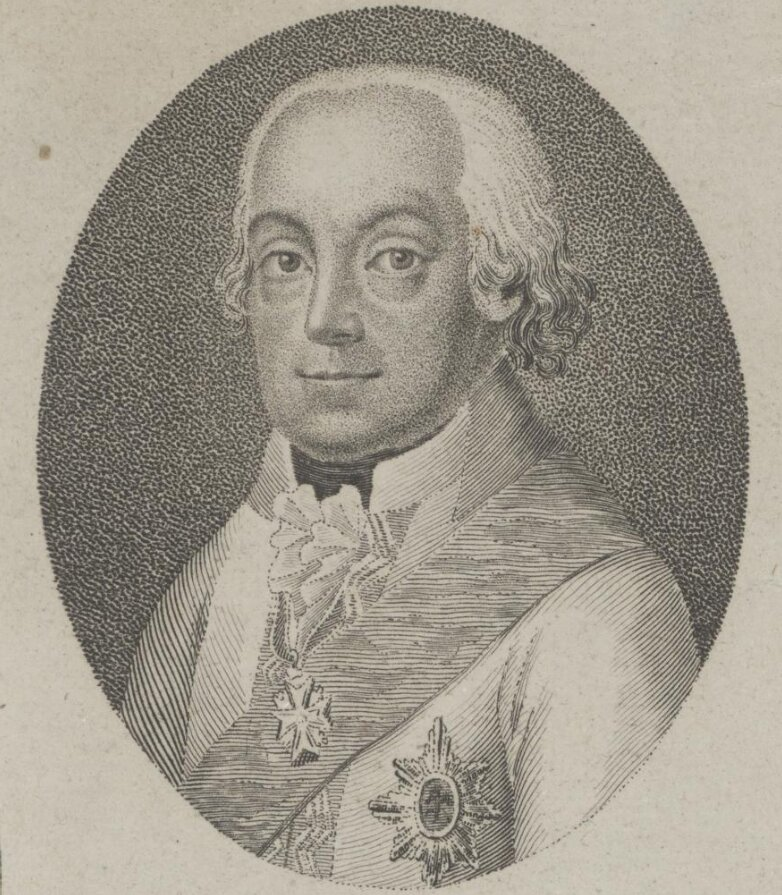
Diedrich Goswin von Bockum-Dolffs

Diedrich Goswin von Bockum-Dolffs, auch Dietrich Goswin (* 19. Oktober 1732 in der Grafschaft Mark; † 9. Oktober 1805 in Breslau) war ein preußischer Generalleutnant und Generalinspekteur der Niederschlesischen Kavallerie.

## Leben

### Herkunft
Dietrich Goswin war der jüngste Sohn des in Soest ansässigen Erbsälzers Johann Florenz Albert von Bockum-Dolffs (1683–1733) und dessen Ehefrau Anna Florentine Elisabeth, geborene von Bockum gen. Dolffs. Er selbst blieb zeitlebens unverheiratet, nahm aber Anteil an der Erziehung der Kinder seines Bruders Franz Johann Gottfried Theodor (1729–1786).

### Militärkarriere
Bockum-Dolffs wurde 1750 als Estandartenjunker im Regiment Gens d’armes der Preußischen Armee angestellt. Seit 3. Oktober 1756 Leutnant, nahm er am Feldzug 1756/63 an den Schlachten bei Prag, Kolin, Roßbach, Leuthen, Zorndorf, Hochkirch, Kunersdorf, Liegnitz und Torgau, den Belagerungen von Breslau, Olmütz und Dresden sowie den Gefechten bei Hoyerswerda, Adelsbach und Reichenbach teil. Für seine Leistungen während der Schlacht bei Zorndorf erhielt er den Orden Pour le Mérite und wurde während des Krieges am 13. Januar 1759 zum Stabsrittmeister sowie am 16. Mai 1762 zum Rittmeister befördert und zum Eskadronchef ernannt.
Am 7. Oktober 1768 folgte seine Beförderung zum Major und als solcher wurde er dann während des Feldzugs 1778/79 am 9. Januar 1779 zum Regimentskommandeur ernannt.
1788 erhielt er von Friedrich Wilhelm II. das Kürassierregiment „von der Groeben“, dessen Chef er bis zu seinem Tode blieb. Im Jahr darauf wurde Bockum-Dolffs Generalmajor. Bereits am 22. April 1792 hatte er die Geschäfte als Generalinspekteur der Niederschlesischen Kavallerie übernommen und erhielt drei Monate später für seine Verdienste den Großen Roten Adlerorden. Als Nachfolger von General Carl Wilhelm von Tschirschky wurde er schließlich am 2. Januar 1793 zum Inspekteur ernannt.
Während des Kościuszko-Aufstands beorderte ihn der König nach Polen, wo Bockum-Dolffs den Oberbefehl über alle in der Woiwodschaft Krakau und Sandomir stehenden preußischen Truppen hatte. Am 5. Januar 1795 wurde er zum Generalleutnant befördert.
In der neuen preußischen Provinz Südpreußen erhielt er mit Vertrag vom 9. August 1796 als königliche Dotation das Gut Strzelce bei Kutno, das aber schon am Folgetag für 20.000 Taler in den Besitz des Berliner Kaufmanns Sigmund Otto Joseph von Treskow überging. In Anerkennung seiner langjährigen Verdienste schlug Friedrich Wilhelm II. ihn im Juni 1798 zum Ritter des Schwarzen Adlerordens und gab Bockum-Dolffs eine jährliche Zulage von 2000 Talern.
Friedrich Wilhelm III. übertrug ihm 1798 die Aufgabe, das Garde du Corps zu reformieren. Zum neuen Kommandanten wurde sein vormaliger Untergebener Christian Friedrich von Rabenau ernannt, der zuvor Major im Regiment von Dolffs gewesen war.
Als die Preußische Armee im Herbst 1805 mobilmachte, ordnete der König an, Bockum-Dolffs krankheitsbedingt nicht zu verwenden. Er verstarb kurz darauf in Breslau.